# Tysklands herrlandslag i vattenpolo
Tysklands herrlandslag i vattenpolo representerar Tyskland i vattenpolo på herrsidan. Laget blev olympiska mästare 1928.
Laget blev även, som Västtyskland, Europamästare 1981 och 1989.

## Medaljer

### OS[4]
| Ort och år        | Placering |
| ----------------- | --------- |
| Amsterdam 1928    |           |
| Los Angeles 1932  |           |
| Berlin 1936       |           |
| Los Angeles 1984* |           |

### VM[4]
| Ort och år      | Placering |
| --------------- | --------- |
| Guayaquil 1982* |           |

### EM
| Ort och år     | Placering |
| -------------- | --------- |
| Budapest 1926  |           |
| Paris 1931     |           |
| Magdeburg 1934 |           |
| London 1938    |           |
| Split 1981*    |           |
| Sofia 1985*    |           |
| Bonn 1989*     |           |
| Wien 1995      |           |

- Som Västtyskland.